# مات كين
مات كين (بالإنجليزية: Matt Cain)‏ هو لاعب كرة قاعدة أمريكي، ولد في 1 أكتوبر 1984 في دوثان في الولايات المتحدة.

## وصلات خارجية
- مات كين على موقع دوري كرة القاعدة الرئيسي (الإنجليزية)
- مات كين على موقعبيزبول رفرنس.كوم (الدوري الرئيسي) (الإنجليزية)
- مات كين على موقعبيزبول رفرنس.كوم (الدوري الثانوي) (الإنجليزية)
- مات كين على موقع إي إس بي إن.كوم (أم.أل.بي) (الإنجليزية)
- مات كين على موقع مشجعي الرسوم البيانية (الإنجليزية)